# Lance L. Smith

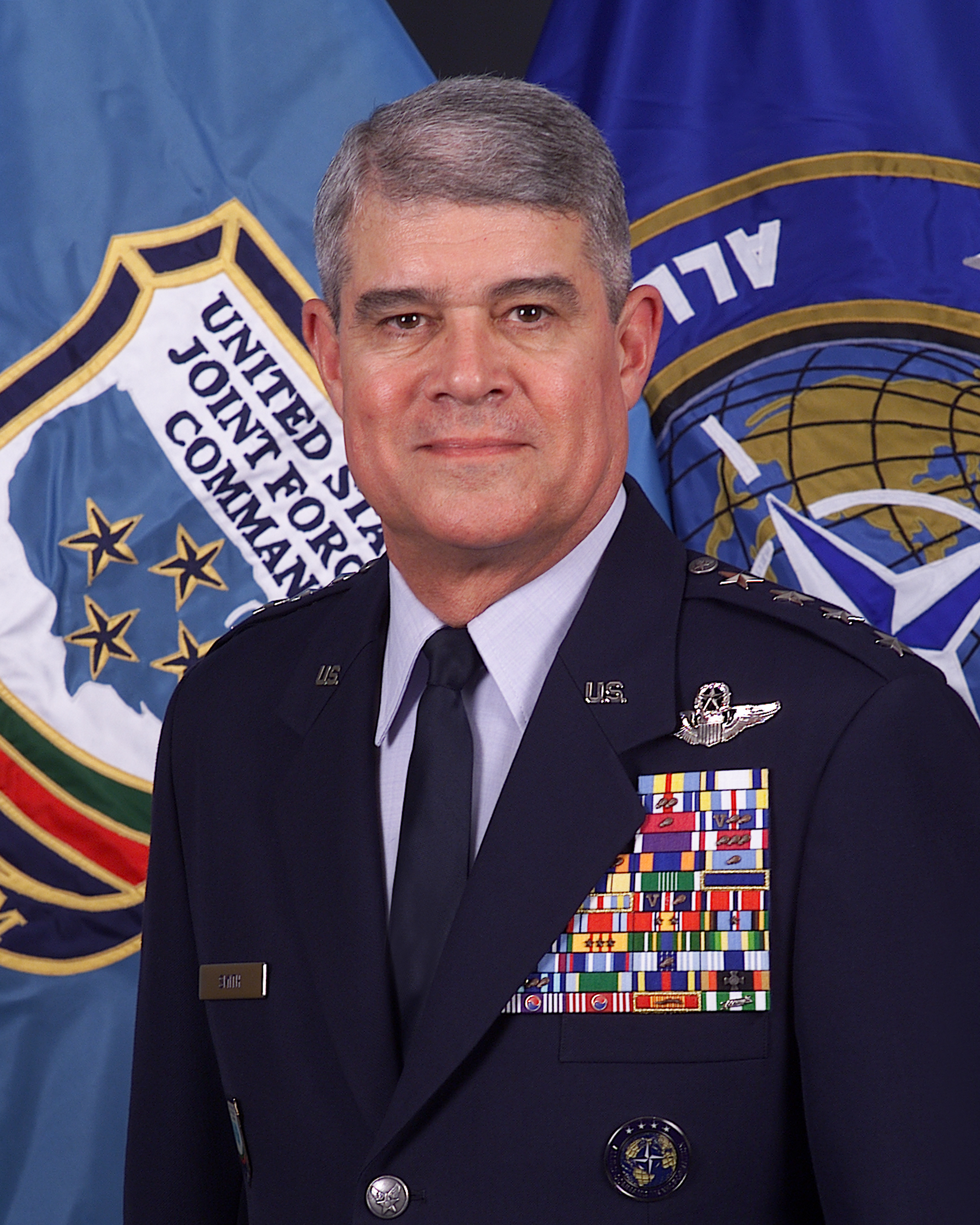
General Lance L. Smith

Lance L. Smith (* 18. September 1946) ist ein General der US Air Force. Vom 10. November 2005 bis zum 9. November 2007 war er Kommandeur des US Joint Forces Command (JFCOM) und damit auch Supreme Allied Commander Transformation, der für die Weiterentwicklung und Anpassung der militärischen Fähigkeiten der NATO zuständig ist. Smith trat im Januar 2008 in den Ruhestand.

## Ausbildung
1969 schloss Smith mit einem Bachelor of Arts in Wirtschaftsmanagement sein Studium am Virginia Polytechnic Institute in Blacksburg ab. Den Master of Arts im selben Fach machte er 1978 an der Central Michigan University in Mount Pleasant. Von 1981 bis 1982 besuchte er das Air Command and Staff College auf der Maxwell Air Force Base in Alabama und zwei Jahre später das Army War College.

## Militärische Laufbahn
Nachdem er die Offizierschule beendet hatte, trat er 1970 als Second Lieutenant in den Dienst der US Air Force und wurde bis 1972 als First Lieutenant auf einem Flugzeug vom Typ A-1 „Skyraider“ zum Piloten ausgebildet. Nachdem er bis 1973 zum Fluglehrer ausgebildet worden war, unterrichtete er bis 1977 als Captain in der 96. Flugausbildungsstaffel auf der Williams Air Force Base in Arizona. Von 1977 bis 1979 war er als Stabsoffizier im Air Staff Training Program des Stellvertretenden Stabsabteilungsleiters für Personalangelegenheiten im Verteidigungsministerium eingesetzt und wurde 1978 zum Major befördert.
Nach dieser ersten Stabsverwendung tat er von 1979 bis 1981 wieder Dienst in der Truppe, denn er musste nun die Umschulung auf einen neuen Flugzeugtyp der USAF, die A-7 „Corsair II“, machen. Nach der Umschulung war er als Pilot, Schwarmführer und Assistant Operations Officer in der 76. Taktischen Kampfstaffel auf der England Air Force Base in Louisiana eingesetzt. Nachdem er bis 1982 am Air Command and Staff College gewesen war, wurde er zum Lieutenant Colonel befördert und wieder ins Pentagon versetzt. Diesmal diente er als stellvertretender Stabsabteilungsleiter für Planung und Operationen (G3), als Chef des Luftwaffenanteils in der teilstreitkraftübergreifenden Abteilung für Bewertung und Initiativen und zuletzt als Executive Officer des Direktors für Operationen der USAF. Bis 1989 war Smith dann als Sicherheitschef und später als Assistant Deputy Commander für Operationen im 354. Taktischen Kampfgeschwader auf der Myrtle Beach Air Force Base in South Carolina eingesetzt. Nachdem er am Army War College studiert hatte, wurde er 1989 zum Colonel befördert und war von 1990 bis 1992 Kommandeur der NATO-Schule des NATO-Hauptquartiers SHAPE in Oberammergau. Danach war er bis 1993 zunächst Stellvertreter Kommandeur, dann Kommandeur das 27. Kampfgeschwaders auf der Cannon Air Force Base in New Mexico.
Von 1993 bis 1995 war Smith als Assistant Director für Operationen im Hauptquartier des Air Combat Command auf der Langley Air Force Base in Virginia eingesetzt. Danach wurde er zum Brigadier General ernannt und kommandierte abermals ein Geschwader, diesmal das 4. Kampfgeschwader auf der Seymour Johnson Air Force Base in North Carolina. Von 1997 bis 1998 diente er als Stellvertretender Kommandeur der 7th Air Force der Pacific Air Forces, als Stabschef des Komponentenkommandos aus Kräften der Südkoreaner und der USAF auf der Osan Air Base in Südkorea.
Nach dieser Auslandsverwendung wurde Smith 1998 zum Major General befördert und kommandierte bis 1999 das Air War College, war Stellvertretender Kommandeur der Air University auf dem Maxwell AFB in Alabama und danach bis 2001 Kommandeur des US Air Force Doctrine Center am selben Standort.
Von 2001 bis 2003 übernahm er dann den Posten des Stellvertretenden Kommandeurs des United Nations Command (Korea) und der US-Streitkräfte in Korea, sowie abermals das Kommando über die 7th Air Force der Pacific Air Forces und über das Komponentenkommando (Südkorea/US Air Force). Im Jahr 2002 wurde er dann zum Lieutenant General befördert.

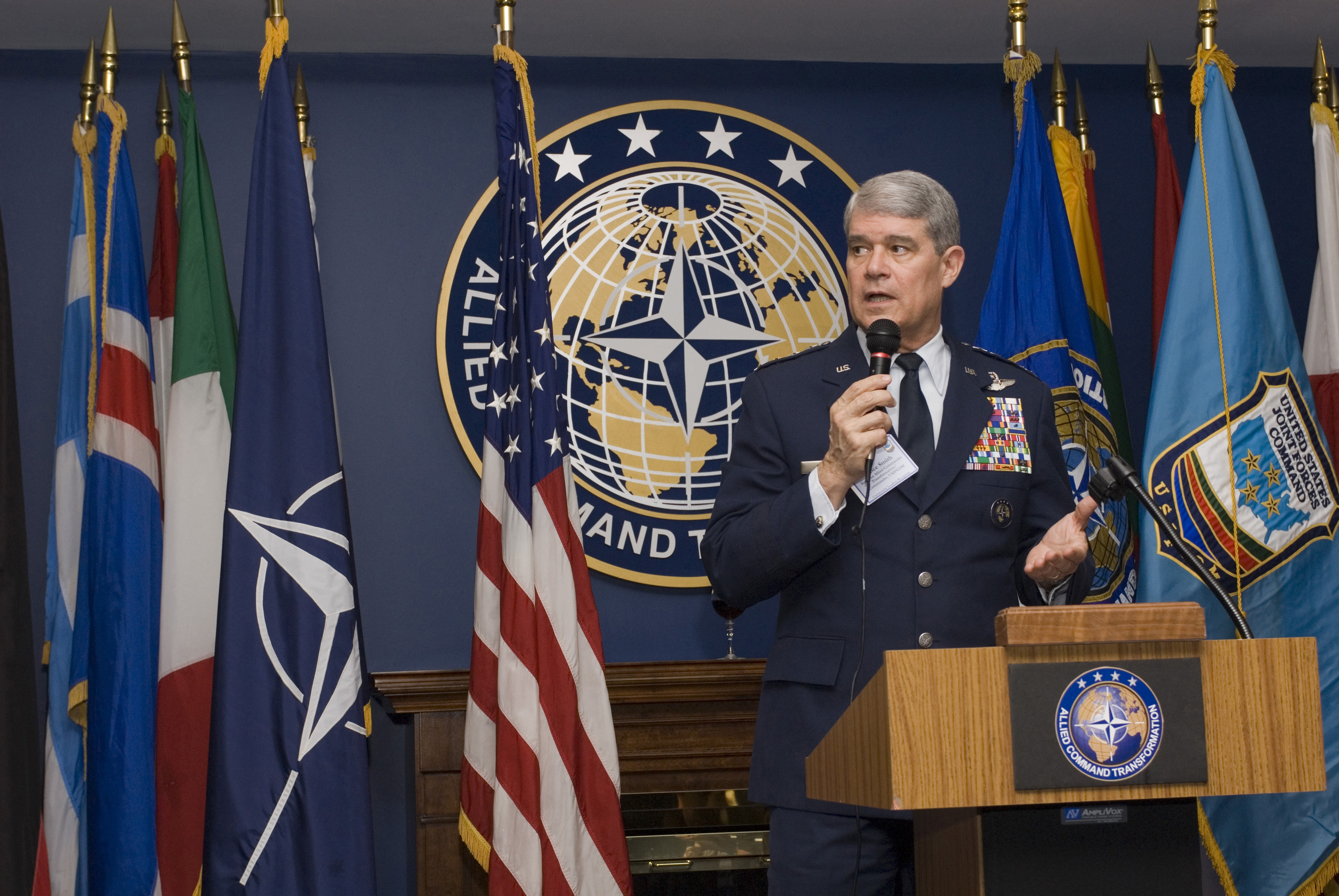
Smith bei einer Rede, 2007.

Bevor Smith am 10. November 2005 den Posten des Kommandeurs des US Joint Forces Command (JFCOM) und damit auch den des Supreme Allied Commander Transformation in Norfolk von Admiral Edmund P. Giambastiani übernahm, war er von 2003 bis 2005 stellvertretender Kommandeur des US Central Command auf der MacDill Air Force Base in Florida. Drei Tage vor seinem Dienstantritt als Kommandeur des JFCOM wurde Smith am 7. November 2005 zum General befördert. Am 9. November 2007 übergab Smith seine Posten an James N. Mattis und trat im Januar 2008 nach 38 Dienstjahren in den Ruhestand.
Smith hat mehr als 165 Kampfeinsätze in der Luft in Südost- und Südwestasien in einer A-1 „Skyraider“ und einer F-15E „Strike Eagle“ geflogen. Insgesamt hat er über 3000 Stunden Flugerfahrung in den folgenden Typen vorzuweisen: T-33, T-37, T-38 „Talon“, A-1 „Skyraider“, A-7 „Corsair II“, A-10 „Thunderbolt II“, F-111F „Aardvark“, F-15E „Strike Eagle“ und F-16 „Fighting Falcon“.

## Auszeichnungen
Auswahl der Dekorationen, sortiert in Anlehnung der Order of Precedence of the Military Awards:
- Defense Distinguished Service Medal (3 ×)
- Air Force Distinguished Service Medal
- Silver Star (3 ×)
- Defense Superior Service Medal
- Legion of Merit
- Distinguished Flying Cross (3 ×)
- Purple Heart
- Meritorious Service Medal (4 ×)
- Air Medal (10 ×)
- Air Force Commendation Medal
- National Defense Service Medal (3 ×)
- Vietnam Service Medal (4 ×)
- Armed Forces Service Medal
- NATO Meritorious Service Medal
- Ehrenzeichen der Bundeswehr in Silber